# Irawaru
Na mitologia maori, Irawaru é aquele quem origina o cão. Ele é o marido de Hinauri, irmã de Maui.

## Na mitologia
Maui fica irritado com Irawaru e estica seus membros, transformando-o em um cachorro. Quando Hinauri pergunta a Maui se ele viu o marido, Maui pede que ela chame "Moi! Moi!", fazendo com que o cachorro corra até Hinauri. Sabendo da verdade, ela se joga Tangaroa (o oceano) para nunca mais ser vista.
As versões diferem quanto à causa do aborrecimento de Maui com seu cunhado. Em alguns, ele tem inveja do sucesso de Irawaru na pesca; em outros, ele está zangado com a recusa de Irawaru em dar-lhe uma capa ou com nojo da natureza gananciosa de Irawaru.
Em outra mitologia de Ngā Puhi Nui Tonu, três cães foram trazidos para Aotearoa por Kupe. Esses espíritos eram conhecidos como kehua ou guardiões trazidos do Havaí. Durante a chegada a Aotearoa, eles foram enviados para o Cabo Reinga com alguns homens para proteger a fuga de suas almas. O hapū mais tarde foi nomeado Ngāti Kurī. O trabalho deles era guardar os espíritos para a vida após a morte.
Na sociedade tradicional maori, os cães (kurī) recebiam os melhores cortes de carne e eram altamente considerados sagrados. Seu pelo era altamente considerado pelos mantos reservados para a rangatira.
A história explica as características dos cães: eles alertam para o perigo ou ataques noturnos, respondem a comandos e são companheiros leais que afastam os maus espíritos.